# Alianza (Suecia)
La Alianza (en sueco: Alliansen), anteriormente conocida como Alianza por Suecia (en sueco: Allians för Sverige), fue una alianza parlamentaria de Suecia. Se compone de los cuatro partidos de centroderecha en el Riksdag.
A pesar de que se formó en la oposición, logró llegar al gobierno con la mayoría en las elecciones generales de 2006, y se mantuvo como gobierno de minoría en las elecciones de 2010, siendo liderada por Fredrik Reinfeldt como primer ministro entre 2006 y 2014, año en que regresaron a la oposición tras la derrota en las elecciones generales.

## Composición
Alianza por Suecia se compone de los cuatro partidos de centro-derecha (en sueco: borgerlig, literalmente «burgueses») del Riksdag (Parlamento sueco). Sus miembros son:
- Partido Moderado, dirigido por Fredrik Reinfeldt, partido conservador liberal en la actualidad tiene 92 de 349 escaños (26,1%) en el Riksdag.
- Partido del Centro, dirigido por Annie Lööf, centrista, es el partido de los antiguos campesinos. En la actualidad tiene 29 de 349 escaños (7,9%).
- El Partido Popular Liberal, liderado por Jan Björklund (Lars Leijonborg durante la campaña y posterior elección), un partido social liberal en la actualidad con 28 de 349 escaños (7,5%).
- Los Demócrata-Cristianos, liderados por Göran Hägglund, un partido demócrata cristiano en la actualidad con 24 de 349 escaños (6,6%).

## Historia de la Alianza

### Origen
La política sueca había sido dominada por el Partido Socialdemócrata Sueco durante más de 70 años. Habían estado en el gobierno siempre, excepto nueve años (verano de 1936, 1976-1982, 1991-1994) desde 1932. Los partidos de la oposición decidieron que esto era en parte debido a que no presentaron una alternativa de gobierno clara y viable. En una reunión celebrada en la casa de la líder del Partido del Centro, Maud Olofsson, en el poblado de Högfors, los cuatro dirigentes de los partidos decidieron formar una alianza.
Las gestiones preparatorias terminaron el 31 de agosto de 2004, con la presentación de una declaración conjunta donde se definían los principios bajo los cuales iban a luchar en las elecciones. Un año más tarde una reunión similar se llevó a cabo en la casa del líder demócrata cristiano Göran Hägglund en Bankeryd, lo que resultó en la afirmación de la alianza y presentación de otra declaración conjunta.

### Preparación para las elecciones de 2006

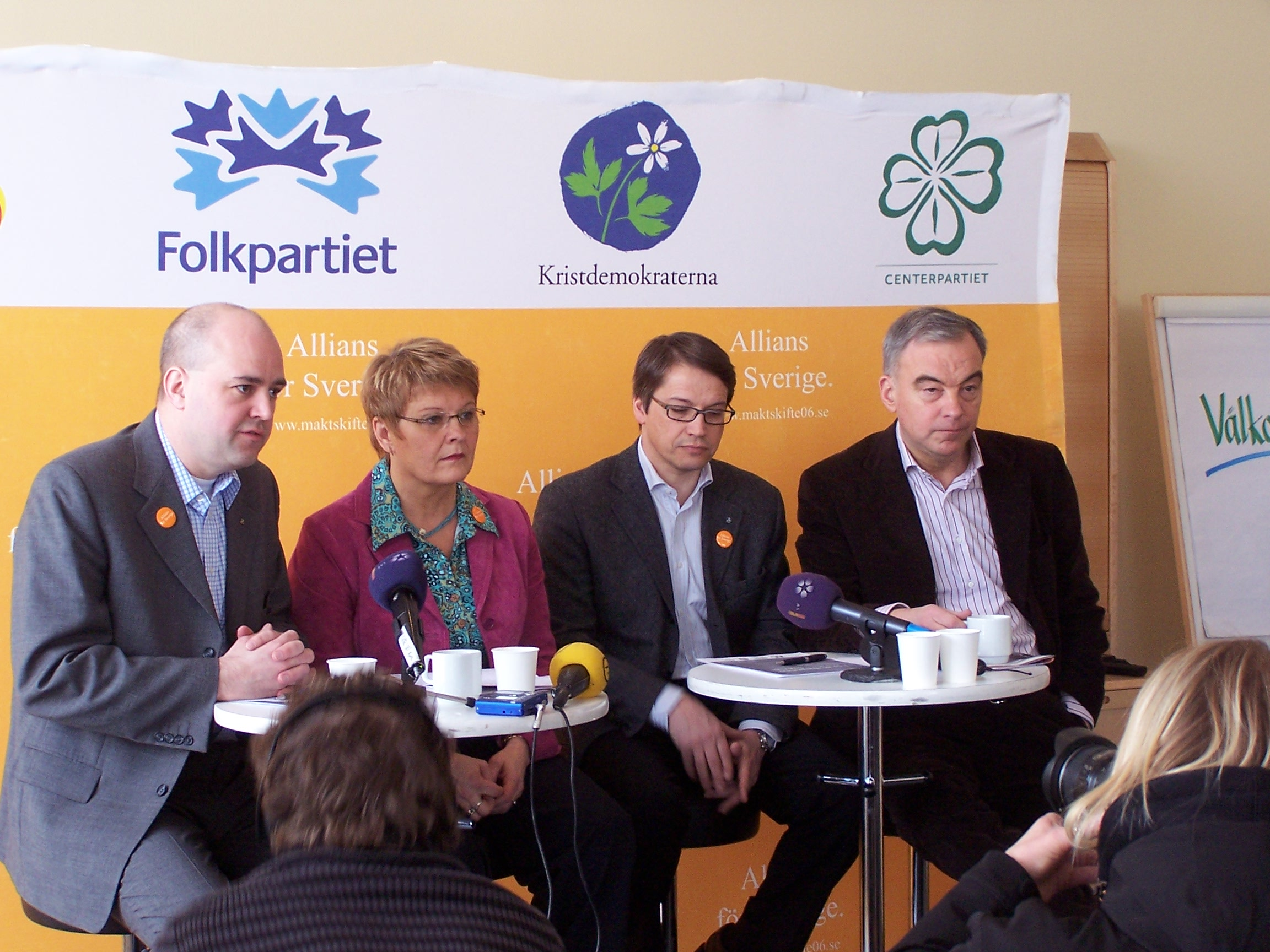
Alianza por Suecia en una conferencia de prensa en Sundsvall en 2006. De izquierda a derecha: Fredrik Reinfeldt, Maud Olofsson, Göran Hägglund y Lars Leijonborg. (Foto de Henrik Reinholdson)

Alianza por Suecia se creó con vistas a ganar la mayoría de escaños en las elecciones de 2006 al Riksdag y formar un gobierno de coalición. Para ello, los partidos miembros decidieron emitir declaraciones políticas comunes y tener un programa electoral común. Cada parte individual aún tenía su propio manifiesto y políticas, pero estos se acumularon en las propuestas conjuntas de la coalición. La Alianza tiene una política de grupos de trabajo en seis ámbitos: la política económica, política educativa, política exterior, el estado de bienestar, empleo y política de empresa y policía.
Un ejemplo de esta cooperación política fue la propuesta de presupuesto que los partidos de la Alianza presentaron el 2 de octubre de 2005. La propuesta central se basaba en un recorte de impuestos de 49 billones de coronas suecas, lo que resultaba el 1,9% del PIB y el 3,3% de los ingresos totales del sector público en 2005. Cada parte individualmente también propuso sus propias enmiendas de adición. Por ejemplo, el Partido Popular Liberal quería invertir 1 billón de coronas suecas extra en la educación superior y los demócrata-cristianos querían tener más beneficios y deducciones fiscales para las familias.
El 14 de junio de 2006, la Alianza por Suecia acordó una política energética común.  Se aplicaría en la siguiente legislatura (2006-2010), e incluye la promesa de no cerrar reactores nucleares durante ese período (Barsebäck 2 fue cerrada en el 2005). La propuesta se basaba en que Suecia no construyera más reactores, pero que la ley de eliminación de la energía nuclear fuera derogada y que todas las formas de la investigación energética fueran legales, para así poder recibir subvenciones del Estado (la investigación sobre la energía nuclear estaba prohibida en Suecia). Un gobierno de la Alianza también otorgaría todas las aplicaciones para aumentar la producción de las plantas existentes, a condición de que fuera seguro hacerlo. Esto ha sido aclamado como un paso histórico, dado que el desacuerdo sobre la energía nuclear ha dividido durante mucho tiempo el centro-derecha en Suecia: el Partido del Centro se opone a la energía nuclear, mientras que los moderados y demócrata-cristianos apoyan la continuidad de su funcionamiento y el Partido Popular Liberal quiere construir más reactores. Algunos se han planteado dudas acerca de la supervivencia a largo plazo de este compromiso, ya que ni el Partido del Centro, ni el Partido Popular Liberal han cambiado sus posiciones fundamentales sobre la energía nuclear.
El 4 de julio de 2006, durante unas jornadas políticas en Almedalen en Gotland, los partidos de la Alianza anunciaron un plan para abolir el impuesto de patrimonio. Su acuerdo se comprometía a congelar los valores imponibles en el nivel existente (de modo que la revalorización que se estaba llevando a cabo no se aplicaría), y para reducir la tasa del impuesto sobre bienes inmuebles del 0,5% al 0,4% de su valor imponible. Un límite máximo de 5000 coronas suecas también se impondría sobre la fiscalidad del valor de la parcela de una casa. Las partes también estaban de acuerdo en la supresión del impuesto y su sustitución por una tasa municipal independiente del valor de la propiedad. El Impuesto sobre Bienes Inmuebles se estima que recaudó 28,1 mil millones de coronas en 2006, hasta 30.2 bn en 2007 y 32.2 bn en 2008 (a medida que aumentan los valores imponibles). La primera etapa del plan de la Alianza (el impuesto de patrimonio, la congelación del impuesto sobre el valor del suelo y la reducción de la tasa para los bienes inmuebles) se estimó que costaría alrededor de 4-5 billones de coronas. 
Alianza por Suecia, dio a conocer su programa electoral, titulado Más gente con trabajo - más que compartir (en sueco: Fler i arbete - mer att dela på), el 23 de agosto de 2006.

### La Alianza en el Gobierno (2006-2014)
El resultado de la elección estaba bastante claro durante la noche electoral, tanto como para que el líder del Partido Moderado, Fredrik Reinfeldt, se declarase vencedor y para que Göran Persson anunciara su dimisión como primer ministro y líder del Partido Socialdemócrata. Los cuatro partidos de centro-derecha de la Alianza por Suecia, formaron un gobierno con Fredrik Reinfeldt como primer ministro, que se presentó al Parlamento el 6 de octubre de 2006.
El ministro de Finanzas, Anders Borg, presentó el primer presupuesto del gobierno conservador el 16 de octubre de 2006. El presupuesto contenía muchas de las propuestas que se habían destacado en la campaña electoral de la Alianza: tanto la deducción en el impuesto sobre la renta, que también sería mayor para los ancianos, para animarles a permanecer en el mercado de trabajo, como la creación de los puestos de trabajo "nuevo comienzo" con reducción de impuestos sobre la nómina para las empresas que emplearan a personas que han estado desempleadas durante más de un año. Las reducciones fiscales para las empresas, la contratación de jóvenes y servicios domésticos entraron en vigor el 1 de julio de 2007. Las reducciones fiscales anunciadas en el presupuesto sumaron un total de 42 billones de coronas suecas, de los cuales la deducción impositiva es de 38,7 mil millones. Otros cambios incluyen la terminación de que los empleadores co-financien las prestaciones de enfermedad después de la segunda semana y la reducción de las prestaciones por desempleo. La prestación por desempleo seguirá siendo 80% del salario durante 200 días anteriores y luego caen al 70%. Las prestaciones se pagan hasta un máximo de 300 días, o 450 si el beneficiario tiene hijos.

### Oposición al gobierno (2014-2022)
La alianza por Suecia se disolvió en enero de 2019, al vislumbrarse en los días siguientes un pacto de investidura a favor de la Socialdemocracia de Stefan Lofven, en el cual el Partido Liberal y el Partido del Centro, se abstendrian en la votación de investidura. Evidenciándose diferencias con sus otros socios de coalición (Moderados y Demócrata Cristianos), los cuales estaban más abiertos a negociar una investidura de gobierno con los Demócratas Suecos.

## Enlaces
- Alianza - Sitio oficial (en sueco)
- Sitio oficial del Gobierno sueco (en inglés)
- Fler i arbete - mer att dela på - Programa electoral (en inglés)
- Putting Sweden to work - a good deal for all - Presupuesto de 2007 (en inglés)

- Datos: Q1324668
- Multimedia: Allians för Sverige / Q1324668